# Elsässer Sommerwurz
Die Elsässer Sommerwurz (Orobanche alsatica) ist eine Pflanzenart aus der Gattung der Sommerwurzen (Orobanche) in der Familie der Sommerwurzgewächse (Orobanchaceae).

## Beschreibung
Die Elsässer Sommerwurz ist eine 20 bis 40 cm hohe, parasitäre Pflanze. Sie parasitiert auf Pflanzen der Gattungen Haarstrang (Peucedanum) und Laserkräuter (Laserpitium).
Krone und Stängel sind gleich gefärbt. Der obere Teil des Fruchtknotens sowie der Griffel sind zerstreut drüsig, unterhalb der Narbe stehen die Drüsen dichter. Die Staubblätter setzen 4 bis 5 mm oberhalb der Kronbasis an.
Die Blütezeit liegt zwischen Juni und Juli.

## Vorkommen
Die Elsässer Sommerwurz kommt in Süd-, Mittel- und Osteuropa, in Marokko, in Zentralasien, in Sibirien, im Kaukasusraum und in China vor.

## Systematik
Innerhalb der Art werden drei Unterarten unterschieden, die Unterart libanotidis wird gelegentlich auch als eigene Art Orobanche bartlingii Griseb. geführt.
- Elsässer Sommerwurz (Orobanche alsatica Kirschl. subsp. alsatica): Sie hat die Chromosomenzahl 2n = 38.[2]
- Bartlings Sommerwurz (Orobanche alsatica subsp. libanotidis (Rupr.) Tzvelev, Syn.: Orobanche bartlingii Griseb.): Sie hat die Chromosomenzahl 2n = 38.[2] Sie kommt in Süd-, Mittel- und in Osteuropa vor.[1] Sie wird auch als eigenständige Art angesehen.[3]
- Mayers Sommerwurz (Orobanche alsatica subsp. mayeri (Suess. & Ronniger) Kreutz): Sie wurde als Endemit der Schwäbischen Alb angesehen. Sie wurde im Juli 1940 von den Tübinger Apotheker Adolf Theodor Mayer am Zeller Horn und am Hangenden Stein am Raichberg bei Onstmettingen entdeckt. Er hielt die Pflanze für Orobanche elatior, doch wurde die Sippe von Karl Suessenguth und Ronniger 1942 als neu erkannt und dem Entdecker zu Ehren als neue Varietät Orobanche alsatica var. mayeri beschrieben.[4] Inzwischen gibt es auch bekannte Vorkommen in der Hohen Tatra (Pieninen) in Polen und der Slowakei. Eine Fundmeldung aus Rumänien anhand eines Herbarbelegs muss noch bestätigt werden. Sie wird auch als eigenständige Art angesehen.[5]

## Standorte und Ökologie
Die Art wächst in wärmebegünstigten Saumgesellschaften und Halbtrockenrasen. Sie bevorzugt mäßig trockene, basen- und kalkreiche, nährstoffarme Böden. Sie ist in Mitteleuropa eine Art des Verbands Geranion sanguinei.
Die Unterart Orobanche alsatica subsp. alsatica lebt parasitisch auf Haarstrang-Arten und Laserkräutern, die Unterart Bartlings Sommerwurz lebt nur auf Heilwurz. Mayers Sommerwurz parasitiert das Breitblättrige Laserkraut und in der Hohen Tatra eine Unterart der Großen Bibernelle (Pimpinella  major subsp. rhodochlamys).